# Deutsche Fußballmeisterschaft 1905/06
Die vierte Deutsche Fußballmeisterschaft wurde vom 22. April bis zum 27. Mai 1906 ausgetragen. Seine zweite Meisterschaft sicherte sich der neue „Rekordmeister“ VfB Leipzig im Finale in Nürnberg mit einem 2:1 gegen den 1. FC Pforzheim.
Ab diesem Jahr mussten die Spiele nur noch dann auf neutralem Boden angesetzt werden, wenn einer der beteiligten Vereine dies verlangte. Dabei wurde teilweise auf eine formal neutrale Spielstätte eines anderen Vereins aus derselben Stadt gesetzt. Der neue Meister bekam nun ein Diplom und einen Wimpel vom Deutschen Fußball-Bund überreicht.
Ein Problem stellte die Verbandssituation in Berlin dar. Hier rivalisierten sich seit Jahren mit dem schon mehrmals teilgenommenen Verband Berliner Ballspielvereine und dem Märkischen Fußball-Bund zwei Verbände um die berlin-brandenburgische Vertretung. Da die beiden Verbände untereinander keine Einigung erzielten, durften zunächst beide Meister an der Endrunde teilnehmen.
Es war zugleich die erste Deutsche Meisterschaft ohne ausgefallene Spiele oder Mannschaften, die sich während des Turniers zurückzogen.

## Teilnehmer
An der Meisterschaft nahmen nur noch die Vertreter von Regionalverbänden teil. Auf Druck des DFB waren nun auch im Norden (heute Schleswig-Holstein, Hamburg, Bremen, Mecklenburg-Vorpommern und Niedersachsen ohne Südniedersachsen und den Raum Osnabrück) und Südosten (Breslau und Niederlausitz) Regionalverbände entstanden. Zusammen mit den bereits bestehenden Regionen Mitte, West und Süd gab es nun fünf Verbände, in denen Regionalmeisterschaften ausgetragen wurden. In der Region Südost wurde ein Entscheidungsspiel der lokalen Fußballverbände durchgeführt, aus Berlin-Brandenburg nahmen zwei Vereine teil. Noch keinen Teilnehmer gab es aus dem Bereich Nordosten (Pommern, Ost- und Westpreußen); hier sollte es noch zwei Jahre dauern, bis ein nordostdeutscher Vertreter an einer Meisterschaftsendrunde teilnahm.
Da auch wieder der Titelverteidiger spielberechtigt war, führte dies dazu, dass drei Berliner Vereine an der Endrunde teilnahmen.
| Verein                      | Qualifiziert als                                        |
| SC Schlesien Breslau        | Meister des Verbandes Breslauer Ballspiel-Vereine 1     |
| Berliner FC Hertha 92       | Meister des Verbandes Berliner Ballspielvereine         |
| Berliner FC Norden-Nordwest | Meister des Märkischen Fußball-Bundes                   |
| Berliner TuFC Union 92      | Titelverteidiger                                        |
| VfB Leipzig                 | Meister des Verbandes Mitteldeutscher Ballspiel-Vereine |
| FC Victoria Hamburg         | Meister des Norddeutschen Fußball-Verbandes             |
| Kölner FC 1899              | Meister des Rheinisch-Westfälischen Spielverbandes      |
| 1. FC Pforzheim             | Meister des Verbandes Süddeutscher Fußball-Vereine      |

## Viertelfinale
| Datum          |                      | Ergebnis             |                             | Stadion                           |
| -------------- | -------------------- | -------------------- | --------------------------- | --------------------------------- |
| 22. April 1906 | VfB Leipzig          | 9:1 (4:0)            | Berliner FC Norden-Nordwest | Leipzig, Wackerstadion Debrahof   |
| 29. April 1906 | FC Victoria Hamburg  | 1:3 (0:1)            | Berliner TuFC Union 92      | Altona, Exerzierweide             |
| 29. April 1906 | SC Schlesien Breslau | 0:7                  | Berliner FC Hertha 92       | Dresden                           |
| 6. Mai 1906    | 1. FC Pforzheim      | 4:2 n. V. (2:2, 1:2) | Cölner FC 1899              | Mannheim, Platz an den Brauereien |

Der Berliner FC Norden-Nordwest hatte keine Chance gegen den VfB Leipzig, der zwar nicht im eigenen Stadion aber im Stadion von Wacker Leipzig antrat. Schon nach zehn Minuten lagen die Leipziger durch Edgar Blüher, der nach zwei Jahren beim Dresdner SC nach Leipzig zurückgekehrt war, in Führung. Im weiteren Verlauf der Partie schoss der spätere Torschützenkönig noch weitere drei Treffer zu einem Viererpack. Auch die Stürmer Heinrich Riso, Adalbert Friedrich und Martin Laessig waren für ihren Verein erfolgreich, wobei Riso und Friedrich einen Doppelpack erzielten. Bei den Berlinern traf ein nicht bekannter Spieler zum 1:7.
Der FC Victoria Hamburg verlor im heimischen Stadion gegen den Titelverteidiger aus Berlin. Trotz der Angriffe ihrer starken Flügelstürmer Adolf Gehrts und Carl Weymar wurden die Hamburger vom Berliner Torhüter Paul Eichelmann, der bei einigen Ur-Länderspielen teilgenommen hatte, am Torerfolg gehindert. So ging die Union in der ersten Hälfte in Führung. Nach dem Seitenwechsel kamen die Hamburger schließlich durch Dietze zum Ausgleich. Darauf folgten jedoch zwei Treffer der Brüder W. Jurga und Felix Jurga zum Berliner Sieg. Der Hamburger Spielführer Otto Eikhof leitete vier Wochen später das Finale.
Die Breslauer aus dem fußballerisch nur mäßig entwickelten Südosten Deutschlands verloren am selben Tag eindeutig gegen den Berliner FC Hertha 92 und kassierten letztlich sieben Gegentreffer aus der Fußballhochburg Berlin, ohne selbst wenigstens zum Ehrentreffer zu kommen. Das Halbzeitergebnis sowie die Hertha-Torschützen sind nicht überliefert.
Im letzten Viertelfinale gingen die Kölner mit Peco Bauwens, der später zahlreiche Länderspiele als Schiedsrichter leitete und DFB-Präsident wurde, mit Toren von Willi Raffenberg und Arthur Francken schon in der ersten Halbzeit 2:0 in Führung. Drei Minuten nach dem 2:0 schoss Gustav Stöhr jedoch in der 43. Minute den Anschlusstreffer für den 1. FC Pforzheim. Eine Minute nach dem Seitenwechsel erzielte Stöhr dann einen weiteren Treffer zum Ausgleich. Danach ging die Partie in die Verlängerung, in der Hermann Schweickert in der 100. Minute die Pforzheimer erstmals in Führung brachte. Vier Minuten später entschied Stöhr durch seinen dritten Treffer zum 4:2 endgültig die Partie.

## Halbfinale
| Datum        |                        | Ergebnis  |                 | Stadion                                                 |
| ------------ | ---------------------- | --------- | --------------- | ------------------------------------------------------- |
| 6. Mai 1906  | Berliner FC Hertha 92  | 2:3 (2:3) | VfB Leipzig     | Berlin-Mariendorf, Viktoria-Platz                       |
| 20. Mai 1906 | Berliner TuFC Union 92 | 0:4 (0:0) | 1. FC Pforzheim | Braunschweig, Eintracht-Platz an der Helmstedter Straße |

Der Berliner FC Hertha 92 trat auf dem Spielfeld der Berliner TuFC Viktoria 89 in einem eng umkämpften Spiel gegen den VfB Leipzig an. Unmittelbar vor dem Spiel war der Leipziger Außenläufer Wilhelm Schomburgk von den Olympischen Zwischenspielen in Athen zurückgekehrt. In der 25. Minute brachte Georg Steinbeck die Leipziger in Führung, doch schon zwei Minuten später glichen die Berliner durch einen Elfmeter von Alfred Lorenz aus. Edgar Blüher erzielte in der 31. Minute die erneute Führung für den VfB Leipzig, die jedoch nur eine Minute lang hielt, da Richard Haupt auf Seiten der Hertha wieder ausglich. Schon sechs Minuten später verwandelte Edgar Blüher seinerseits einen Strafstoß und schoss einen Doppelpack und damit sein sechstes Endrundentor. An diesem Ergebnis änderte sich in den nächsten 50 Minuten nichts mehr.
Auch der zweite Berliner Vertreter und Titelverteidiger der deutschen Meisterschaft schied erst zwei Wochen später im Halbfinale aus, dies jedoch deutlicher. Zunächst konnte der amtierende Meister eine Halbzeit lang das Unentschieden halten. Doch in der zweiten Hälfte fielen vier Tore für die Pforzheimer. Jeweils eins davon schossen Gustav Maier und Gustav Stöhr, der nun vier Endrundentreffer hatte. Die anderen beiden Torschützen sind nicht bekannt.

## Finale
| VfB Leipzig | VfB Leipzig | 1. FC Pforzheim | 1. FC Pforzheim |
| --- | --- | --- | --------------- |
| VfB Leipzig | \| Sonntag, 27. Mai 1906 in Nürnberg (Platz an der Ziegelgasse) \| \| Ergebnis: 2:1 (1:1) \| \| Zuschauer: 1.100 \| \| Schiedsrichter: Otto Eikhof (Hamburg) 00000Spielbericht Der VfB Leipzig hatte zum dritten Mal in vier Jahren das Finale der deutschen Meisterschaft erreicht. Lediglich 1905 hatte man freiwillig im Viertelfinale aufgegeben. Die Mannschaft aus Leipzig reiste am Vortag an, Pforzheim erst in der Nacht zum Spieltag. Im Endspiel waren dann die Akteure des VfB Leipzig erwartungsgemäß eindeutig überlegen. Die Verteidiger Hermann Steudle, Wilhelm Hiller und Mittelläufer Arthur Hiller waren auf Seiten der Pforzheimer ständig damit beschäftigt, die Vorstöße der Leipziger zu unterbinden. Somit führte der VfB Leipzig in der 15. Minute durch den siebten Treffer des Torschützenkönigs Edgar Blüher. Dennoch glich der 1. FC Pforzheim durch Stöhrs fünftes Tor zehn Minuten später aus. Die Leipziger vergaben zahlreiche Chancen, unter anderem bei zwei Elfmetern hatten Blüher und Heinrich Riso die Gelegenheit, weitere Tore zu erzielen. Letztlich traf Riso fünf Minuten vor Schluss zum Sieg für den VfB Leipzig, der zum zweiten Mal Deutscher Meister wurde. Für den 1. FC Pforzheim ist die Vizemeisterschaft aus diesem Jahr dennoch als größter Erfolg eingegangen. \| | \| Sonntag, 27. Mai 1906 in Nürnberg (Platz an der Ziegelgasse) \| \| Ergebnis: 2:1 (1:1) \| \| Zuschauer: 1.100 \| \| Schiedsrichter: Otto Eikhof (Hamburg) 00000Spielbericht Der VfB Leipzig hatte zum dritten Mal in vier Jahren das Finale der deutschen Meisterschaft erreicht. Lediglich 1905 hatte man freiwillig im Viertelfinale aufgegeben. Die Mannschaft aus Leipzig reiste am Vortag an, Pforzheim erst in der Nacht zum Spieltag. Im Endspiel waren dann die Akteure des VfB Leipzig erwartungsgemäß eindeutig überlegen. Die Verteidiger Hermann Steudle, Wilhelm Hiller und Mittelläufer Arthur Hiller waren auf Seiten der Pforzheimer ständig damit beschäftigt, die Vorstöße der Leipziger zu unterbinden. Somit führte der VfB Leipzig in der 15. Minute durch den siebten Treffer des Torschützenkönigs Edgar Blüher. Dennoch glich der 1. FC Pforzheim durch Stöhrs fünftes Tor zehn Minuten später aus. Die Leipziger vergaben zahlreiche Chancen, unter anderem bei zwei Elfmetern hatten Blüher und Heinrich Riso die Gelegenheit, weitere Tore zu erzielen. Letztlich traf Riso fünf Minuten vor Schluss zum Sieg für den VfB Leipzig, der zum zweiten Mal Deutscher Meister wurde. Für den 1. FC Pforzheim ist die Vizemeisterschaft aus diesem Jahr dennoch als größter Erfolg eingegangen. \| | 1. FC Pforzheim |
| VfB Leipzig | Johannes Schneider – Erhard Schmidt, Arthur Werner – Georg Steinbeck, Paul Oppermann, Camillo Ugi – Karl Uhle, Heinrich Riso , Edgar Blüher, Martin Laessig, Adelbert Friedrich | Emil Faas – Hermann Steudle, Wilhelm Hiller – Karl Jäger, Arthur Hiller , Hermann Hofer – Hermann Schweickert, Julius Fink, Gustav Maier, Gustav Stöhr, Emil Rühl | 1. FC Pforzheim |
| VfB Leipzig | 1:0 Blüher (15.) 2:1 Riso (85.) | 1:1 Stöhr (26.) | 1. FC Pforzheim |
| Sonntag, 27. Mai 1906 in Nürnberg (Platz an der Ziegelgasse) | | |                 |
| Ergebnis: 2:1 (1:1) | | |                 |
| Zuschauer: 1.100 | | |                 |
| Schiedsrichter: Otto Eikhof (Hamburg) 00000Spielbericht Der VfB Leipzig hatte zum dritten Mal in vier Jahren das Finale der deutschen Meisterschaft erreicht. Lediglich 1905 hatte man freiwillig im Viertelfinale aufgegeben. Die Mannschaft aus Leipzig reiste am Vortag an, Pforzheim erst in der Nacht zum Spieltag. Im Endspiel waren dann die Akteure des VfB Leipzig erwartungsgemäß eindeutig überlegen. Die Verteidiger Hermann Steudle, Wilhelm Hiller und Mittelläufer Arthur Hiller waren auf Seiten der Pforzheimer ständig damit beschäftigt, die Vorstöße der Leipziger zu unterbinden. Somit führte der VfB Leipzig in der 15. Minute durch den siebten Treffer des Torschützenkönigs Edgar Blüher. Dennoch glich der 1. FC Pforzheim durch Stöhrs fünftes Tor zehn Minuten später aus. Die Leipziger vergaben zahlreiche Chancen, unter anderem bei zwei Elfmetern hatten Blüher und Heinrich Riso die Gelegenheit, weitere Tore zu erzielen. Letztlich traf Riso fünf Minuten vor Schluss zum Sieg für den VfB Leipzig, der zum zweiten Mal Deutscher Meister wurde. Für den 1. FC Pforzheim ist die Vizemeisterschaft aus diesem Jahr dennoch als größter Erfolg eingegangen. | | |                 |

## Die Meistermannschaft des VfB Leipzig

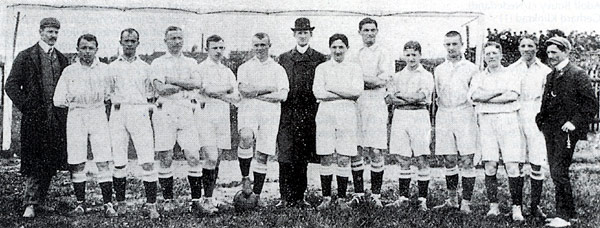
Die Spieler des VfB Leipzig
und Schiedsrichter Otto Eikhof (rechts)
vor dem Finale.
v. l. n. r.: Schneider, Uhle, Riso, Schmidt, Werner, Steinbeck, Blüher, Oppermann, Ugi, Laessig, Friedrich, Burkhardt, Raydt

Nachfolgend ist die Meistermannschaft mit Einsätzen und Toren der Spieler angegeben.
| VfB Leipzig            | |
| Wappen des VfB Leipzig | - Tor: Johannes Schneider (3/-), Dr. Ernst Raydt (0/-) - Abwehr: Erhard Schmidt (3/-), Arthur Werner (3/-) - Mittelfeld: Paul Oppermann (3/-), Georg Steinbeck (3/1), Camillo Ugi (3/-) - Sturm: Edgar Blüher (3/7), Adelbert Friedrich (3/2), Martin Laessig (3/1), Heinrich Riso (2/3), Wilhelm Schomburgk (1/-), Karl Uhle (3/-) - Ersatz: Burkhardt (0/-) - Trainer: – |

## Torschützenliste
Insgesamt sind 11 Torschützen von Hertha Berlin (7), Norden-Nordwest Berlin (1), Union Berlin (1) und 1. FC Pforzheim (2) unbekannt.
| Spieler | Spieler             | Verein                 | Spiele | Tore |
| ------- | ------------------- | ---------------------- | ------ | ---- |
| 1.      | Edgar Blüher        | VfB Leipzig            | 3      | 7    |
| 2.      | Gustav Stöhr        | 1. FC Pforzheim        | 3      | 5    |
| 3.      | Heinrich Riso       | VfB Leipzig            | 2      | 3    |
| 4.      | Adalbert Friedrich  | VfB Leipzig            | 3      | 2    |
| 5.      | Dietze              | FC Victoria Hamburg    | 1      | 1    |
| 5.      | Arthur Francken     | Cölner FC 1899         | 1      | 1    |
| 5.      | Willi Raffenberg    | Cölner FC 1899         | 1      | 1    |
| 8.      | Richard Haupt       | Berliner FC Hertha 92  | 2      | 1    |
| 8.      | Felix Jurga         | Berliner TuFC Union 92 | 2      | 1    |
| 8.      | W. Jurga            | Berliner TuFC Union 92 | 2      | 1    |
| 8.      | Alfred Lorenz       | Berliner FC Hertha 92  | 2      | 1    |
| 12.     | Martin Laessig      | VfB Leipzig            | 3      | 1    |
| 12.     | Gustav Maier        | 1. FC Pforzheim        | 3      | 1    |
| 12.     | Hermann Schweickert | 1. FC Pforzheim        | 3      | 1    |
| 12.     | Georg Steinbeck     | VfB Leipzig            | 3      | 1    |